# 大崎佑圭
大﨑 佑圭（おおさき ゆか、1990年4月3日 - ）は、東京都出身の元女子バスケットボール選手である。旧姓名：間宮 佑圭（まみや・ゆか）。コートネームは「メイ」。ポジションはセンター。ENEOSサンフラワーズ所属。

## 来歴
東京成徳大学中学校時代に全国大会優勝。高等学校進学後もインターハイ・ウィンターカップ準優勝、3年次に国体優勝を経験。1年後輩の篠原恵とともに「ツインタワー」と呼ばれ、全国大会では渡嘉敷来夢（桜花学園）のライバルとして渡り合った。
高1では1年先輩の本田雅衣らとともにU-18日本代表にも選ばれ、3年で渡嘉敷・篠原らとともにU-18アジア選手権初優勝に貢献。
卒業後、本田が所属するJOMO（現エネオス）に入社。U-19世界選手権に出場する日本代表にも選ばれる。翌2010年には渡嘉敷も加入してチームメイトになった。
2009年東アジア大会で初のA代表入り。
2010年世界選手権の代表からは漏れたが、アジア大会で代表復帰を果たす。
2012-13シーズンは得点ランキングで1位になり、初めてベスト5に選出されるとともに、初めてレギュラーシーズンMVPに選出された。
2013年アジア選手権では優勝に貢献して大会ベスト5に選出される。
2013-14シーズンには、初めてプレイオフMVPに選出された。
2016年リオデジャネイロオリンピック日本代表に選出される。
2016-17シーズン終了後に結婚した。このため、2017年度の日本代表チーム候補選手に選出された際に結婚後の苗字を名乗り、大崎佑圭の名でプレーすることを明らかにしている。
2018年5月31日妊娠をしていることを発表した。JX-ENEOSは2017-18シーズン後に退団。
2020年1月、東京オリンピックを目指して2017年アジアカップ以来の日本代表に復帰。同年、ベルギーで開催されたFIBA東京五輪予選大会に出場。
2020年8月10日、自身のインスタグラムで現役引退を表明。

## 経歴
- 東京成徳大高 - JOMO/JX（2009年〜）

## 日本代表歴
- 2007 アジアジュニア選手権
- 2008 U-18アジア選手権
- 2009 東アジア大会
- 2010 アジア大会
- 2012 ロンドン五輪世界最終予選
- 2013 アジア選手権 - 優勝
- 2014 世界選手権
- 2015 アジア選手権 - 優勝
- 2016 リオデジャネイロオリンピック - ベスト8
- 2017 アジアカップ - 優勝
- 2020 東京オリンピック予選大会